# Намибија на Светском првенству у атлетици у дворани 2018.
Намибија је учествовала на 17. Светском првенству у атлетици у дворани 2018. одржаном у Портланду од 17. до 20. марта. Репрезентацију Намибије на њеном осмом учешћу на светским првенствима у дворани, представљала је једна атлетичарка, која се такмичила у трци на 400.,
На овом првенству представница Намибије није освојила ниједну медаљу нити је оборен неки рекорд.

## Учесници
Жене:
- Јолене Јакобс — 60 м

## Резултати

### Жене
| Атлетичарка   | Дисциплина | Лични рекорд | Квалификација | Квалификација | Полуфинале            | Полуфинале            | Финале                | Финале  | Детаљи |
| Атлетичарка   | Дисциплина | Лични рекорд | Резултат      | Место         | Резултат              | Место                 | Резултат              | Место   | Детаљи |
| ------------- | ---------- | ------------ | ------------- | ------------- | --------------------- | --------------------- | --------------------- | ------- | ------ |
| Јолене Јакобс | 60 м       | 7,50 НР      | 7,67          | 7. у гр. 2    | Није се квалификовала | Није се квалификовала | Није се квалификовала | 40 / 47 |        |